# فرناندو غونزاليس (قاضي)
فرناندو غونزاليس (بالإسبانية: Fernanda González)‏ هو فيلسوف وقاضي كولومبي، ولد في 24 أبريل 1895 في ميديلين في كولومبيا، وتوفي في 16 فبراير 1964 في إنفيغادو في كولومبيا.